# Nikolái Tsínguer
Nikolái Vasílievich Tsínguer (translitera del cirílico ruso Никола́й Васи́льевич Ци́нгер; 23 de mayojul./ 4 de junio de 1866greg. - 18 de mayo de 1923) fue un botánico, briólogo, agrónomo y silvicultor ruso, conocido también por la abreviatura botánica Zinger.

## Biografía
Trabajó extensamente en el "Instituto Komarov de Botánica", Academia Rusa de Ciencias, en San Petersburgo. Entre otras cosas, recorrió y recolectó especímenes botánicos del centro y sudoccidente de Rusia.
Fue profesor asistente de la Universidad de San Vladimir, de Kiev.
Sus obras más conocidas sobre especiación y especialización en malezas obstructoras de cultivos agrícolas. Por ese trabajo fue galardonado (a título póstumo), con el más alto honor científico de la época: Premio Lenin (1928).

## Premios y reconocimientos
- Premio Lenin

## Eponimia
Género
- (Poaceae) Zingeria P.A.Smirn.[5]

Especies
- (Fabaceae) Cytisus zingeri (Nenuk. ex Litw.) V.I.Krecz.[6]